# Orbitolina
Orbitolina Lamarck, 1816, talvolta erroneamente indicato come orbitulina, è un genere di foraminiferi bentonici estinti, appartenenti alla sottofamiglia Orbitolinidae, della famiglia Orbitolinidae, nella superfamiglia Orbitolinoidea, del sottordine Orbitolinina e dell'ordine Loftusiida.
Abbondanti fossili di questo genere sono stati ritrovati negli strati depositatisi nell'oceano Tetide a partire dall'Aptiano (Cretacico inferiore)) e fino al Cenomaniano (Cretacico superiore). È stato utilizzatore come marcatore di facies di piattaforma carbonatica di acque poco profonde e come fossile guida del periodo Cretacico.

## Descrizione
Il guscio dell'organismo aveva una forma conica, con il proloculo (camera iniziale) al vertice del cono e camere di dimensione continuamente crescente nel resto della struttura. Ogni camera era a sua volta suddivisa in numerose partizioni.

## Classificazione
Le classificazioni precedenti includevano Orbitolina nel sottordine Textulariina dell'ordine Textulariida o nell'ordine Lituolida.

## Specie
La specie tipo è Orbitolina concava Lamarck, 1816.
Il World Register of Marine Species riconosce le seguenti specie:
- Orbitolina andreaei Martin, 1891 †
- Orbitolina anomala Prever, 1909 †
- Orbitolina baconica Mehes, 1964 †
- Orbitolina birmanica Sahni Em. Sahni & Sastri, 1957 †
- Orbitolina birmanica Sahni, 1937 †
- Orbitolina boehmi Prever, 1909 †
- Orbitolina bulgarica (Boué, 1840) †
- Orbitolina chitralensis Sahni & Sastri, 1957 †
- Orbitolina concava (Lamarck, 1801) †
- Orbitolina concava (Lamarck, 1816) †
- Orbitolina confusa Pasic, 1962 †
- Orbitolina conoidea Gras, 1852 †
- Orbitolina crassa Douglass, 1960 †
- Orbitolina dinarica Pasic, 1962 †
- Orbitolina discoidea Gras, 1852 †
- Orbitolina discoideaconoidea Yabe & Hanzawa, 1926 †
- Orbitolina gigantea d'Orbigny, 1850 †
- Orbitolina gracilis Douglass, 1960 †
- Orbitolina grossa Douglass, 1960 †
- Orbitolina hukawgensis Sahni & Sastri, 1957 †
- Orbitolina japonica Yabe & Hanzawa, 1926 †
- Orbitolina kashmirica Sahni & Sastri, 1956 †
- Orbitolina kurdica Henson, 1948 †
- Orbitolina lamina Ho, 1976 †
- Orbitolina mamillata (d'Archiac, 1850) †
- Orbitolina minuta Douglass, 1960 †
- Orbitolina morelensis Ayala-Castanares, 1960 †
- Orbitolina obesa Sahni & Sastri, 1957 †
- Orbitolina oculata Douglass, 1960 †
- Orbitolina parma Fossa-Mancini, 1928 †
- Orbitolina paronai Prever, 1909 †
- Orbitolina parva Douglass, 1960 †
- Orbitolina patula Carter, 1857 †
- Orbitolina pervia Douglass, 1960 †
- Orbitolina pileus Fossa-Mancini, 1928 †
- Orbitolina planoconvexa Yabe & Hanzawa, 1926 †
- Orbitolina pleurocentralis Carter, 1857 †
- Orbitolina polymorpha Prever, 1909 †
- Orbitolina praeconica Mehes, 1964 †
- Orbitolina praecursor Montanari, 1964 †
- Orbitolina radiata d'Orbigny, 1850 †
- Orbitolina raoi Sahni & Sastri, 1957 †
- Orbitolina santonica Eremeeva, 1961 †
- Orbitolina serbica Pasic, 1962 †
- Orbitolina shikokuensis Yabe & Hanzawa, 1926 †
- Orbitolina subconcava Leymerie, 1878 †
- Orbitolina thompsoni Hodson, 1926 †
- Orbitolina tibetica Cotter Em. Sahni & Sastri, 1957 †
- Orbitolina tibetica Cotter, 1929 †
- Orbitolina turonica Pasic, 1962 †
- Orbitolina wadiai Sahni & Sastri, 1957 †
- Orbitolina walnutensis Carsey, 1926 †
- Orbitolina whitneyi Carsey, 1926 †